# Малая бурая ночница
Малая бурая ночница (лат. Myotis lucifugus) — вид североамериканских летучих мышей рода ночницы (Myotis) семейства гладконосые летучие мыши (Vespertilionidae).
Вид распространён в Канаде, Мексике, США. Обитает в лесах вблизи водоёмов, но некоторые подвиды могут быть найдены в сухом климате, где вода не доступна. Живут в среднем от 6 до 7 лет, но могут жить и свыше 10 лет.